# Ole Ritter
Ole Jørgen Phister Ritter (Slagelse, 29 agosto 1941) è un ex ciclista su strada e pistard danese. Professionista dal 1967 al 1978, fu medaglia d'argento ai Campionati mondiali dilettanti 1962 in linea e nella cronometro a squadre e nel 1968 nell'inseguimento individuale e, nel 1976, campione europeo di derny.

## Carriera
Tra i successi da dilettante si ricordano i tre campionati danesi su strada del 1962, 1964 e 1966 e le medaglie d'argento ai Campionati mondiali 1962 di Salò nella corsa in linea e nella cronometro a squadre 4x100 chilometri.
Forte soprattutto nelle corse contro il tempo, conquistò due tappe a cronometro e una in linea al Giro d'Italia, che concluse in due occasioni fra i primi dieci della classifica generale. Nel 1968 stabilì il record dell'ora, poi superato da Eddy Merckx quattro anni dopo. Fu anche vicecampione del mondo su pista nel 1968 a Roma nell'inseguimento individuale e campione europeo nella specialità del derny nel 1976.
Vinse anche alcune Sei giorni, una delle quali in coppia con Patrick Sercu.

## Palmarès

### Strada
- 1967 (Germanvox, una vittoria)

16ª tappa Giro d'Italia (Mantova > Verona, cronometro)
- 1968 (Germanvox, una vittoria)

Trofeo Matteotti
- 1969 (Germanvox, una vittoria)

17ª tappa Giro d'Italia (Celle Ligure > Pavia)
- 1970 (Germanvox, quattro vittorie)

2ª tappa Parigi-Nizza (Joigny > Autun)
Gran Premio Industria di Belmonte Piceno
Gran Premio di Castrocaro Terme-Forlì (cronometro)
Gran Premio Cynar - Lugano (cronometro)
- 1971 (Dreher, due vittorie)

4ª tappa, 1ª semitappa Giro di Sardegna (Sassari > Porto Torres, cronometro)
20ª tappa, 2ª semitappa Giro d'Italia (Linate > Milano, cronometro)
- 1972 (Dreher, una vittoria)

Gran Premio Diessenhofen (cronometro)
- 1973 (Bianchi, due vittorie)

Gran Premio di Roskilde (cronometro)
Gran Premio di Copenaghen (cronometro)
- 1974 (Filotex, tre vittorie)

Gran Premio Rolin-Lugano (cronometro)
3ª tappa Giro di Puglia (Manfredonia > Monte Sant'Angelo)
Gran Premio di Roskilde (cronometro)

### Pista
- 1974

Sei giorni di Herning (con Leo Duyndam)
- 1975

Sei giorni di Herning (con Leo Duyndam)
- 1976

Campionati europei di derny
- 1977

Sei giorni di Copenaghen (con Patrick Sercu)

### Altri successi
- 1968

Record dell'ora (48,739 km)

## Piazzamenti

### Grandi Giri
- Giro d'Italia

1967: ritirato
1968: 49º
1969: ritirato (20ª tappa)
1970: 9º
1971: 24º
1972: 11º
1973: 7º
1974: ritirato (14ª tappa)
1976: ritirato (9ª tappa)
- Tour de France

1975: 47º

### Classiche monumento
- Milano-Sanremo

1973: 59º
1975: 85º
1976: 32º
- Giro delle Fiandre

1971: 9º
- Parigi-Roubaix

1972: 9º
1973: 15º
1975: 20º
1976: 19º
- Giro di Lombardia

1969: 14º
1970: 6º
1972: 12º
1974: 9º

### Competizioni mondiali
- Campionati del mondo su strada

Salò 1962 - In linea: 2º (cat. Dilettanti)
Salò 1962 - Cronometro a squadre: 2º (cat. Dilettanti)
San Sebastián 1965 - In linea: 5º (cat. Dilettanti)
Nürburgring 1966 - In linea: 8º (cat. Dilettanti)
Heerlen 1967 - In linea: 43º
Imola 1968 - In linea: ritirato
Leicester 1970 - In linea: 40º
Mendrisio 1971 - In linea: 9º
Gap 1972 - In linea: ritirato
Barcellona 1973 - In linea: 13º
Montreal 1974 - In linea: ritirato
Yvoir 1975 - In linea: ritirato
- Campionati del mondo su pista

Roma 1968 - In linea: 2º
Anversa 1969 - In linea: 6º
Varese 1971 - In linea: 4º
- Giochi olimpici

Tokyo 1964 - In linea: 73º
Tokyo 1964 - Cronometro a squadre: 7º